# Igreja de São Sérgio e São Baco

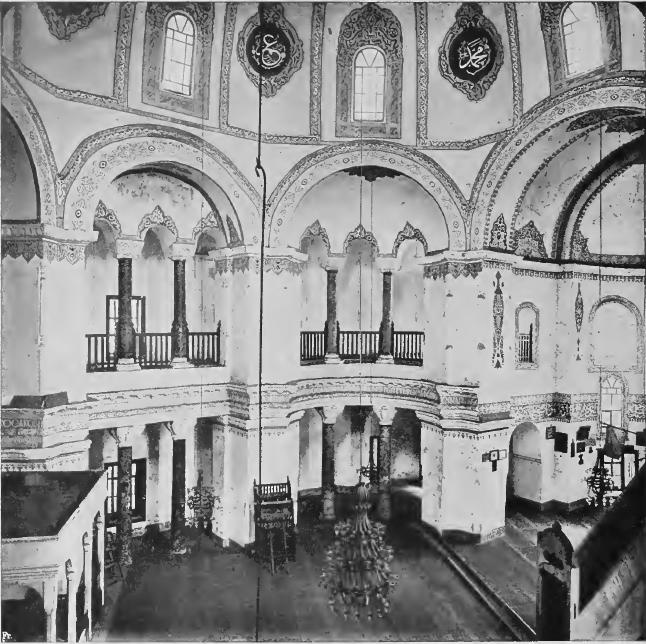
Fotografia de 1914 do interior da igreja-mesquita

A antiga Igreja de São Sérgio e São Baco, mais conhecida atualmente por Pequena Santa Sofia (em turco: Küçük Ayasofya Camii, em grego: Eκκλησία τῶν Άγίων Σεργίου καί Βάκχου ὲν τοῖς Ὸρμίσδου) foi uma igreja ortodoxa bizantina da cidade de Constantinopla, a atual Istambul, na Turquia.
O edifício bizantino foi erigido no século VI e foi um modelo para a Basílica de Santa Sofia, a principal igreja do Império Bizantino. Situa-se no bairro de Kumkapi, distrito de Eminönü, próximo da margem do Mar de Mármara, da qual se encontra atualmente separada pela linha férrea Sirkeci-Halkalı e uma avenida marginal, a Kennedy Cadesi. A igreja era dedicada aos mártires Sérgio e Baco de Resafa. Desde o princípio do século XVI que é usada como mesquita.